# Laurel au garage
Laurel au garage (titre original : Gas and Air) est un film muet américain, réalisé par Scott Pembroke, sorti le 29 juillet 1923.

## Fiche technique
- Titre original : Gas and Air
- Titre français : Laurel au garage
- Réalisation : Scott Pembroke
- Photographie : Frank Young
- Producteur : Hal Roach
- Pays d'origine :  États-Unis
- Langue : anglais
- Format : Noir et blanc — 35 mm — 1,33:1 — Muet
- Genre : Comédie burlesque
- Date de sortie : 
  - États-Unis : 29 juillet 1923

## Distribution
- Stan Laurel
- Katherine Grant
- Charles Stevenson